# 第9回ボストン・オンライン映画批評家協会賞
第9回ボストン・オンライン映画批評家協会賞は2020年の映画を対象とした賞で、2020年12月19日に受賞者が発表された。

## 受賞一覧

### 作品トップ10
- 1位 『ノマドランド』
  - 2位 『ファースト・カウ』
  - 3位 『ザ・ファイブ・ブラッズ』
  - 4位 『17歳の瞳に映る世界』
  - 5位 『ミナリ』
  - 6位 『Lovers Rock』
  - 7位 『もう終わりにしよう。』
  - 8位 『プロミシング・ヤング・ウーマン』
  - 9位 『Mank/マンク』
  - 10位 『ディック・ジョンソンの死』

### 監督賞
- クロエ・ジャオ - 『ノマドランド』

### 主演男優賞
- デルロイ・リンドー - 『ザ・ファイブ・ブラッズ』

### 主演女優賞
- フランシス・マクドーマンド - 『ノマドランド』

### 助演男優賞
- ポール・レイシー - 『サウンド・オブ・メタル 〜聞こえるということ〜』

### 助演女優賞
- マリア・バカローヴァ - 『続・ボラット 栄光ナル国家だったカザフスタンのためのアメリカ貢ぎ物計画』

### 脚本賞
- チャーリー・カウフマン - 『もう終わりにしよう。』

### 撮影賞
- ジョシュア・ジェームズ・リチャーズ - 『ノマドランド』

### 編集賞
- クロエ・ジャオ - 『ノマドランド』

### 作曲賞
- トレント・レズナー、アッティカス・ロス - 『ソウルフル・ワールド』

### アニメ映画賞
- 『ウルフウォーカー』

### 外国語映画賞
- 『バクラウ 地図から消された村』 ブラジル、 フランス

### アンサンブル演技賞
- 『マ・レイニーのブラックボトム』

### ドキュメンタリー映画賞
- 『The Painter and the Thief』